# Ubbhult
Ubbhult är en by och mer utredd bebyggelse i Sätila socken i Marks kommun belägen på Ubbhultsdrumlinen, som sträcker sig drygt en mil ifrån Gingsjön mot sydväst. Ubbhult ligger cirka 2 mil utanför Kungsbacka, 4 mil utanför Göteborg och ca 3,5 mil utanför Borås. Sedan 2020 avgränsar SCB bebyggelsen här till en småort.

## Historia
Ubbhult nämns redan under tidigt 1300-tal och 1540 bestod orten av tre gårdar. Namnet tros komma ifrån mansnamnet Ubbe och ordet hult som betyder lövskog. Ubbhult har tidigare haft en egen kyrka till omkring år 1700 då den revs eller förföll. Namnet "Kyrkelycka" vid Gunnagård och i Kärrsgärde tyder på att här funnits två kyrkor. En teori är att kyrkan i Kärrsgärde blev nedbränd av danskarna och därefter återuppfördes längre in i landet 
vid Gunnagård.
Ubbhult är en del av Sätila socken och ortsborna firade gudstjänst i Sätila kyrka till och med 1915 då man efter insamling kunde bygga ett eget kapell i Kråkered. Detta kapell totalförstördes i en brand den 18 december 2010 men återuppbyggdes med byggstart 2012 och återinvigdes Andra söndagen i Advent året därpå.

## Samhället
Bebyggelsen är gles och består av gårdar, torp, fritidshus längs Ubbhultsvägen och viss sammanhållen bebyggelse i småorten Backäckra-Källäng (i folkmun Kråkered). I Backäckra-Källäng finner man ortens skola, Ubbhultskolan (F-3), samt Ubbhults kapell. Trots att orten är liten finns två förskolor, en kommunal och ett föräldrakooperativ Bybarna. 
I övrigt finns skolbuss, biblioteksbuss och grovsophämtning. Tidigare fanns här bank och post, men dessa är numera nedlagda. Längs hela Ubbhultsvägen i både Marks och Kungsbacka kommuner bor cirka 1 000 personer. Här finns även ett antal ideella organisationer som bidrar till kommunikationen och infrastrukturen i Ubbhult. Bygdeföreningen arrangerar varje år en spökpromenad som attraherar 500-800 deltagare.

## Kommunikationer
Längs Ubbhultsvägen trafikerar Västtrafik linje 740 mellan Fjärås kyrkby och Hällingsjö, genom den kan man med anslutning ta sig från Ubbhult till både Göteborg och Kungsbacka via byte i Källarbacken till Göteborg respektive byte i Hjälm till buss mot Kungsbacka. Linje 381 trafikerar Hästebacka-Sätila centrum för att skolungdomarna (4-9) skall kunna ta sig till skolan i Sätila. Linje 382 trafikerar St. Öresjön - Sätila centrum.

## Näringsliv
Majoriteten av de boende i Ubbhult pendlar från orten till arbetsplatser i Göteborg och Kungsbacka kommuner. På orten finns ett antal arbetsplatser, bland annat Hällingsjö Hus AB, Dimoda lagerbutik, Lilla Smultronstället, Gunnagård lantbruk, Fröken Fot samt ett antal hantverkare och entreprenadföretag. Bensinmacken Källarbacken är en knutpunkt som har gjort sig känd i media för att alltid spela dansbandsmusik.

## Natur
Ubbhult ligger på den så kallade Ubbhultsdrumlinen som är en av fem långsträckta moränryggar som ligger på rad. Krönen på drumlinen ligger som högst 150 meter över havet och är ett markant inslag i landskapet. Landskapet är till större delen jordbruksmark medan omgivningarna utgörs av vidsträckta skogs- och myrmarker. Landskapet i Ubbhult anses ha mycket stort geovetenskapligt värde och området utgör riksintresse för naturvården.
I området ligger flera sjöar och tjärn med badplatser samt motionsspår och goda friluftsmöjligheter.

## Idrott
På Ekåsvallen huserar sedan 1949 ortens fotbollsförening Ubbhults IF som grundades 1934. Ubbhults IF har ungdomsverksamhet samt seniorlag både för herrar och damer i division 6 för herrarna och division 3 för damerna. Tobias Hysén sköt sina första mål på Ekåsvallen då han började sin karriär i den gulsvarta Ubbhultströjan. På damsidan har Malin Ehrnberg Lekbrant utmärkt sig och bland annat spelat 144 allsvenska matcher för Landvetter IF. 
Ubbhults IF arrangerar den traditionella årliga julmarknaden i Ubbhult den sista lördagen i november varje år.
Våren 2021 öppnade även Interiörhuset en ny padelhall.